# リム (楽器)
リム（英: rim）とは、西洋の皮膜打楽器（スネアドラムなど）において、太鼓の胴体に打面用の膜を固定するために用いられる部品、およびその部分を叩く奏法であるリムショットの略。

## リムの材質
金属製のものが一般的だが、大太鼓など直径の大きな太鼓類には木製のものが用いられ、数本のボルトで太鼓の胴に固定される。
スチール
鉄製でメッキを施してある。やわらかい材質のため、音質がソフトになる。
ブラス
真鍮を主とした材を利用しており、スチール同様やわらかい材質であるため、音質がソフトになる。また、スチールに比べて明るい音がするのも特徴。
ダイキャスト
アルミなどを削り出して作る。材質そのものが硬いことに加え、厚めに作られたものが多く、音質も引き締まった固めの音がする。
ウッド
木製。古くからの手法では、薄めの板をリング状に加工し、別途金属製のパーツを使って胴に固定する。他方、近年は薄めの板を張り合わせた厚めのリング状にして穴をあけ、直接ボルトで固定するタイプのものも一般的となっている。

## リムショット
ボルトを締め上げ、リムにかかるテンションが高めると、それに比例してリムショットの音程も高くなる。